# Мара Тотева (театър)
„Мара Тотева“ е частен пътуващ театър в България.

## История
Наследник е на „Модерен драматически театър“, основан от Георги Донев през 1928 г. През 1932 г. е преименуван в чест на актрисата Мара Тотева, починала през същата година. През 1935 г. получената държавна помощ е в размер от 50 000 лв. След като Георги Донев предава ръководството на брат си Кирил Донев през сезон 1937/1938, театърът е преименуван на Софийски драматичен театър.
През 1938 г. трупата на театъра отсяда в Берковица и е преименуван на Берковски курортен театър. В същата година е разформирован.

## Актьорски състав
В частния пътуващ театър „Мара Тотева“ играят актьорите Стефан Гъдуларов, П. Топалов, Бояна Донева, И. Лолова, Р. Евстатиев, С. Йотов, И. Касабов, Д. Коцев, Ана Андонова, Кирил Донев, Цв. Балъкчиева, Г. Карев, Ист. Кръстев, М. Кръстева.